# Classic Lorient Agglomération
De Classic Lorient Agglomération is een jaarlijkse wielerwedstrijd in het Bretonse Plouay. Tot en met 2021 werd deze wedstrijd gereden onder de naam Bretagne Classic. In 2022 kreeg de vrouweneditie de huidige naam.
De wedstrijd vindt plaats op de dag voor de mannenkoers Bretagne Classic en wordt over hetzelfde circuit verreden. De wedstrijd gaat over ongeveer 114 kilometer en maakte van 2002 tot 2015 deel uit van de Wereldbeker voor vrouwen en vanaf 2016 van de Women's World Tour. Tussen 2011 en 2014 wonnen de Nederlandse vrouwen Annemiek van Vleuten, Marianne Vos (2x) en Lucinda Brand, in 2018 gevolgd door Amy Pieters en Anna van der Breggen in 2019 en Mischa Bredewold  in 2023 en 2024. Nog nooit won een Franse renster.

## Podia
| Jaar | Winnaar              | Tweede                 | Derde                  |
| ---- | -------------------- | ---------------------- | ---------------------- |
| 1999 | Anna Millward        | Hanka Kupfernagel      | Tracey Gaudry          |
| 2000 | Diana Žiliūtė        | Pia Sundstedt          | Mirjam Melchers        |
| 2001 | Anna Millward        | Mirjam Melchers        | Susanne Ljungskog      |
| 2002 | Regina Schleicher    | Petra Rossner          | Susanne Ljungskog      |
| 2003 | Nicole Cooke         | Judith Arndt           | Mirjam Melchers        |
| 2004 | Edita Pučinskaitė    | Mirjam Melchers        | Oenone Wood            |
| 2005 | Noemi Cantele        | Edita Pučinskaitė      | Monica Holler          |
| 2006 | Nicole Brändli       | Giorgia Bronzini       | Nicole Cooke           |
| 2007 | Noemi Cantele        | Nicole Cooke           | Marta Bastianelli      |
| 2008 | Fabiana Luperini     | Luise Keller           | Suzanne de Goede       |
| 2009 | Emma Pooley          | Marianne Vos           | Emma Johansson         |
| 2010 | Emma Pooley          | Marianne Vos           | Emma Johansson         |
| 2011 | Annemiek van Vleuten | Evelyn Stevens         | Marianne Vos           |
| 2012 | Marianne Vos         | Tiffany Cromwell       | Elisa Longo Borghini   |
| 2013 | Marianne Vos         | Emma Johansson         | Anna van der Breggen   |
| 2014 | Lucinda Brand        | Marianne Vos           | Pauline Ferrand-Prévot |
| 2015 | Elizabeth Armitstead | Emma Johansson         | Pauline Ferrand-Prévot |
| 2016 | Eugenia Bujak        | Elena Cecchini         | Joëlle Numainville     |
| 2017 | Elizabeth Deignan    | Pauline Ferrand-Prévot | Sarah Roy              |
| 2018 | Amy Pieters          | Marianne Vos           | Coryn Rivera           |
| 2019 | Anna van der Breggen | Coryn Rivera           | Amy Pieters            |
| 2020 | Elizabeth Deignan    | Lizzy Banks            | Chiara Consonni        |
| 2021 | Elisa Longo Borghini | Gladys Verhulst        | Kristen Faulkner       |
| 2022 | Mavi García          | Amber Kraak            | Grace Brown            |
| 2023 | Mischa Bredewold     | Marta Lach             | Sofia Bertizzolo       |
| 2024 | Mischa Bredewold     | Chloé Dygert           | Liane Lippert          |

### Meervoudige winnaars
| Overwinningen | Renster           | Jaren            |
| ------------- | ----------------- | ---------------- |
| 3             | Elizabeth Deignan | 2015, 2017, 2020 |
| 2             | Anna Millward     | 1999, 2001       |
| 2             | Noemi Cantele     | 2005, 2007       |
| 2             | Emma Pooley       | 2009, 2010       |
| 2             | Marianne Vos      | 2012, 2013       |
| 2             | Mischa Bredewold  | 2023, 2024       |

### Overwinningen per land
| Overwinningen | Land                                  |
| ------------- | ------------------------------------- |
| 8             | Nederland                             |
| 6             | Verenigd Koninkrijk                   |
| 4             | Italië                                |
| 2             | Australië, Litouwen                   |
| 1             | Duitsland, Polen, Spanje, Zwitserland |

Bretagne Classic: 1931 · 1932 · 1933 · 1934 · 1935 · 1936 · 1937 · 1938 · 1939 - 1944 · 1945 · 1946 · 1947 · 1948 · 1949 · 1950 · 1951 · 1952 · 1953 · 1954 · 1955 · 1956 · 1957 · 1958 · 1959 · 1960 · 1961 · 1962 · 1963 · 1964 · 1965 · 1966 · 1967 · 1968 · 1969 · 1970 · 1971 · 1972 · 1973 · 1974 · 1975 · 1976 · 1977 · 1978 · 1979 · 1980 · 1981 · 1982 · 1983 · 1984 · 1985 · 1986 · 1987 · 1988 · 1989 · 1990 · 1991 · 1992 · 1993 · 1994 · 1995 · 1996 · 1997 · 1998 · 1999 · 2000 · 2001 · 2002 · 2003 · 2004 · 2005 · 2006 · 2007 · 2008 · 2009 · 2010 · 2011 · 2012 · 2013 · 2014 · 2015 · 2016 · 2017 · 2018 · 2019 · 2020 · 2021 · 2022 · 2023 · 2024
Classic Lorient Agglomération: 1999 · 2000 · 2001 · 2002 · 2003 · 2004 · 2005 · 2006 · 2007 · 2008 · 2009 · 2010 · 2011 · 2012 · 2013 · 2014 · 2015 · 2016 · 2017 · 2018 · 2019 · 2020 · 2021 · 2022 · 2023 · 2024
World Cup:
1998 · 
1999 · 
2000 · 
2001 · 
2002 · 
2003 · 
2004 · 
2005 · 
2006 · 
2007 · 
2008 · 
2009 · 
2010 · 
2011 · 
2012 · 
2013 · 
2014 · 
2015
World Tour:
2016 · 
2017 · 
2018 · 
2019 · 
2020 · 
2021 ·
2022 ·
2023 ·
2024 ·
2025
Huidige koersen:
Tour Down Under · Cadel Evans Great Ocean Road Race · Ronde van de Verenigde Arabische Emiraten · Omloop Het Nieuwsblad · Strade Bianche · Ronde van Drenthe · Trofeo Alfredo Binda · Classic Brugge-De Panne · Gent-Wevelgem · Ronde van Vlaanderen · Parijs-Roubaix · Amstel Gold Race · Waalse Pijl · Luik-Bastenaken-Luik · Ronde van Chongming · Ronde van het Baskenland · Ronde van Burgos · RideLondon Classique · The Women's Tour · Ronde van Zwitserland · Copenhagen Sprint · Giro Donne · Tour de France Femmes · Ronde van Scandinavië · Classic Lorient Agglomération · Simac Ladies Tour · La Vuelta Femenina · Ronde van Romandië · Ronde van Guangxi
Voormalige koersen:
Philadelphia Cycling Classic · Ronde van Californië · Emakumeen Bira · La Course by Le Tour de France · Open de Suède Vårgårda